# August Wernicke

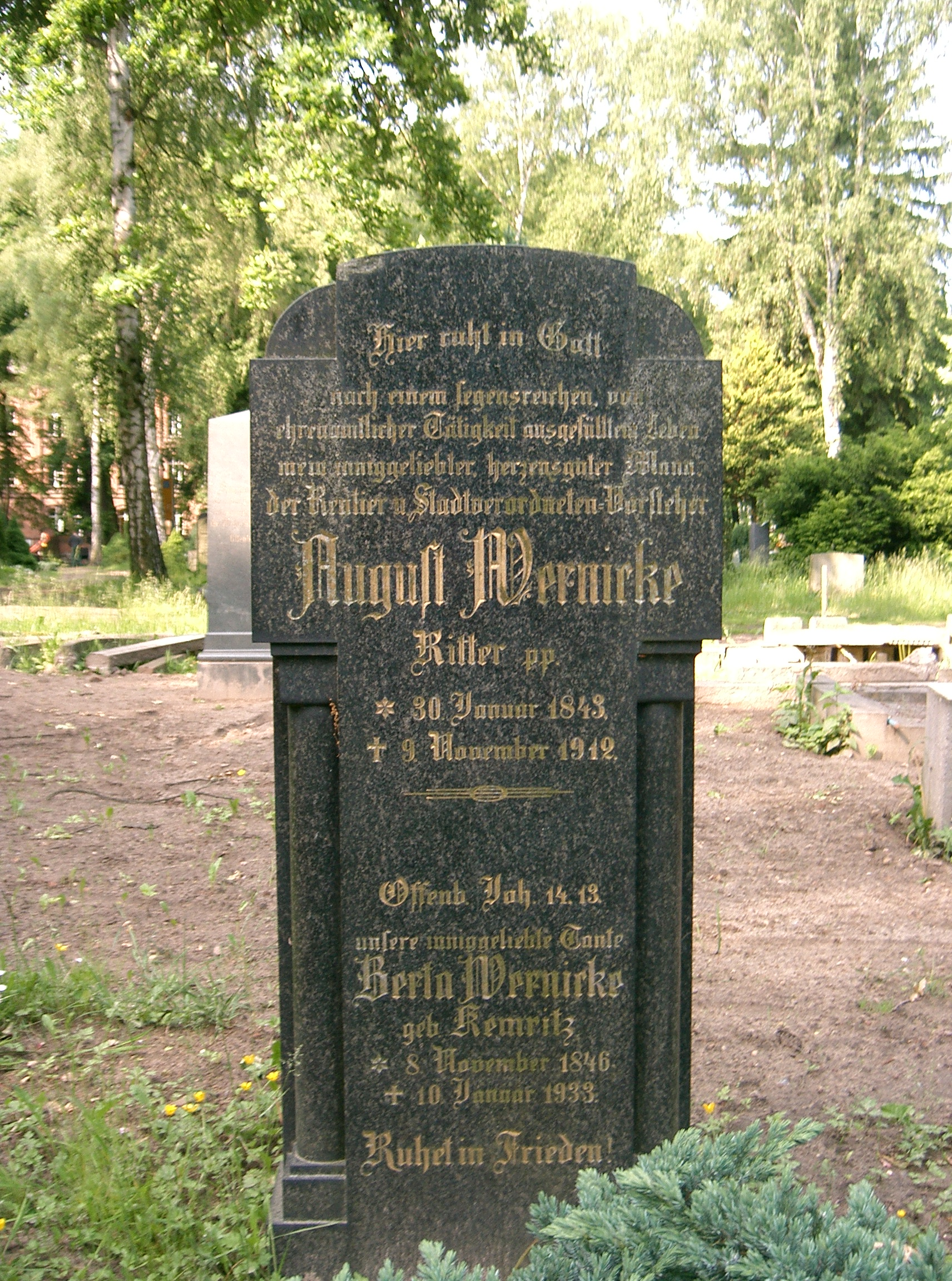
Grabmal von August Wernicke

August Wilhelm Wernicke (* 30. Januar 1843 in Bernau bei Berlin; † 9. November 1912 ebenda) war ein deutscher Lokalpolitiker und Stadtchronist.

## Leben
Wernicke stammte aus einer alteingesessenen Bernauer Familie. Ursprünglich sollte er die Familientradition fortführen und Brauer werden, musste jedoch aus gesundheitlichen Gründen einen anderen Berufsweg einschlagen. Wernicke arbeitete in verschiedenen Behörden. Des Weiteren war er ehrenamtlich als Stadtverordneter und Kirchengemeindevertreter tätig.
Zwischen 1886 und 1894 verfasste er eine detaillierte Bernauer Stadtchronik.
Sein Grabmal auf dem Alten Friedhof von Bernau bei Berlin ist eine denkmalgeschützte Grabanlage.